# مقاطعة أوج قدوق
مقاطعة أوج قدوق هي مقاطعة في ولاية نواوي في أوزبكستان، ومركزها مدينة أوج قدوق.